# 阿特納斯縣
9°58′51″N 84°24′23″W / 9.98083°N 84.40639°W
阿特納斯縣（西班牙語：Cantón de Atenas），是哥斯達黎加的縣份，位於該國西北部，由阿拉胡埃拉省負責管轄，首府設於阿特納斯，始建於1868年8月7日，面積127.19平方公里，海拔高度700米，2011年人口25,460人，人口密度每平方公里200.17人。